# 董閏
董閏，字良合，江南淮安府贛榆縣人，清朝政治人物、進士出身。

## 生平
顺治三年（1646年）登進士二甲，授翰林院庶吉士。因乘坐車與違例被罷免。